# The Nature of the Beast (1988)
The Nature of the Beast is een Britse dramafilm uit 1988, geregisseerd door Franco Rosso. De film is gebaseerd op de gelijknamige roman uit 1985 van Janni Howker. De film ging in première op 20 februari 1988 op het Internationaal filmfestival van Berlijn.

## Verhaal
Als de tiener Bill Coward uit Lancashire verhalen hoort over een onbekend dier dat in de nacht het vee doodt in de stad, gaat hij op jacht om het dier te doden.

## Rolverdeling
| Acteur           | Personage   |
| ---------------- | ----------- |
| Lynton Dearden   | Bill Coward |
| Paul Simpson     | Mick Dalton |
| Tony Melody      | Chunder     |
| Freddie Fletcher | Ned Coward  |
| Dave Hill        | Oggy        |
| Roberta Kerr     | Mrs. Dalton |

## Productie
De opnames van de film vonden plaats in Accrington in de graafschap Lancashire. Lynton Dearden werd daar geselecteerd voor de hoofdrol na audities van de lokale schoolkinderen. De film ontving drieënhalve ster van VPRO Cinema.